# Hornitos (Chile)
Hornito es un balneario turístico ubicado en la segunda región de Chile. Ubicado a 90 km al norte de la ciudad de Antofagasta,  102 km al sur de Tocopilla. y a 33 km de Mejillones. Se caracteriza por sus finas arenas, agradable clima, bellos paisajes y sus pintosos acantilados. De aguas temperadas, oleaje moderado y apto para el baño, Hornito se encuentra enclavado en medio de acantilados rocosos costeros. Posee un clima desértico con temperaturas homogéneas en la costa. La temperatura máxima promedio es de 24,5 °C y la mínima de 17,1 °C. Las precipitaciones son casi nulas pero con abundante nubosidad costera. La máxima promedio es de 3 mm.
Cuenta además con una arena ideal para el pícnic y las caminatas a la orilla del mar. Solo hay una calle que cruza toda la playa desde la entrada sur hasta la norte, la cual permite ir en bicicleta y salir a trotar. Todas sus características hacen de este lugar uno de los principales focos de atracción turística del norte grande.
El principal medio de transporte para acceder a esta playa es la movilización propia, dado que no existen servicios de transporte público para acceder a esta.
Su afamada condición de balneario contrasta con su carencia de servicios básicos, es decir agua potable y energía eléctrica[cita requerida]. Las casas sin conexión eléctrica requieren un generador de energía o paneles fotovoltaicos.
Además, es un reconocido y popular balneario entre la población de la II region. Renombrado por tener casas de veraneo de las familias más reconocidas de Antofagasta como; La familia Luksic, la familia Coronata, etc.